# Nefertari
Nefertari, hoặc Nefertari Meritmut, là một Vương hậu của Ai Cập cổ đại, được biết đến là người vợ đầu tiên trong số các người vợ chính thức (tức Great Royal Wife) của Ramesses Đại đế.
Cái tên [Nefertari] có nghĩa là "Bạn đồng hành xinh đẹp", và [Meritmut] có nghĩa là "Người được nữ thần Mut yêu thương". Bà là một trong những Vương hậu nổi tiếng nhất của lịch sử Ai Cập cổ đại, bên cạnh Cleopatra, Nefertiti và Hatshepsut. Theo những cứ liệu có được, bà là người có học vấn cao, có khả năng đọc và viết chữ tượng hình, một kỹ năng rất hiếm có vào thời điểm đó.

## Gia đình
Xuất thân của Nefertari không được biết đến. Người ta phát hiện một khung tên của Pharaon Ay khiến mọi người suy đoán rằng Nefertari có huyết thống với ông. Tuy nhiên, khoảng thời gian giữa 2 triều đại của Ay và Ramesses II quá lớn nên Nefertari không thể nào là con gái của Ay, có chăng thì bà cũng thuộc hàng cháu chắt của Ay mà thôi. Tuy nhiên, không có bằng chứng kết luận nào cho thấy Nefertari có liên quan tới gia đình của triều đại thứ 18.
Nefertari kết hôn với Rameses II trước khi ông kế vị. Bà có ít nhất 4 hoàng tử và 2 công chúa. Bà không có người con trai nào trở thành Pharaoh:
- Thái tử Amun-her-khepeshef, hoàng tử trưởng của Ramesses, kiêm Chỉ huy quân đội, mất trước vua, có một con trai.
- Pareherwenemef, hoàng tử thứ ba của Ramesses, danh hiệu "Người can đảm nhất trong quân đội" và "Người giữ xe ngựa".
- Meryatum, "Thầy tư tế cấp cao của Ra".
- Meryre, chết yểu.
- Meritamen, công chúa thứ tư của Ramesses, được lập làm "Người vợ vĩ đại" của cha bà, sau cái chết của Nefertari.
- Henuttawy, công chúa thứ 7 của Ramesses.

Ngoài ra, 3 công chúa Baketmut, Nefertari, Nebettawy cũng được cho là con bà nhưng vẫn không có bằng chứng cụ thể.

## Hành trạng
Bà xuất hiện lần đầu tiên với tư cách là vợ cả của Pharaoh ngay từ những năm đầu triều đại Ramesses II. Trên lăng mộ của Nebwenenef, Đại tư tế của thần Amun, Nefertari được mô tả đứng ở vị trí sau Ramesses II khi vị Pharaoh này thăng Nebwenenef lên làm Đại tư tế trong chuyến công du đến Abydos. Trên các bia ghi lại những năm tiếp theo của triều đại Ramesses II, Nefertari được mô tả đang cầm một sistra (một dạng nhạc cụ dùng để rung lắc), thực hiện hiến tế trước Taweret, Thoth và Nut.
Địa vị của Nefertari còn được đảm bảo qua sự hiện diện của bà ở Luxor và Karnak. Tại Luxor, Nefertari hiện hữu khi đang dẫn đầu con cháu trong gia đình vương thất Ai Cập. Một hình ảnh khác thể hiện Nefertari chủ trì lễ hội tôn vinh thần Amun và Min. Cả Pharaoh và Vương hậu được mô tả đang quan sát buổi lễ. Lời tế văn của bà được ghi lại:
"Người con trai mà ngài thương yêu, vị Chúa tể của Hai vùng đất, Usermaatre Setepenre, đã đến để gặp người trong buổi lễ vĩ đại này. Ngài đã dựng cho ngài cột buồm này để dâng lên cho người. Xin người ban cho ngài sự bất tử của một bậc Quân chủ, và sự bất bại để ngài có thể chiến thắng mọi kẻ nổi loạn!"’’  
Sự ảnh hưởng của bà trong nền chính trị Ai Cập được chứng minh qua các bản chữ hình nêm từ Đế quốc Hittite. Tại đây, có một số lượng thư từ bằng đất sét nung giữa Nefertari và Puduhepa - vợ của Quốc chủ Hittite là Hattusili III. Bà được nhắc đến trong bức thư dưới cái tên [Naptera], và bức thư đại khái như sau:
"Bà chúa vĩ đại của Hai vùng đất Ai Cập đáp lại: Em gái Puduhepa của ta, Bà chúa của vùng đất Hatti. Ta, chị của em, cũng rất là khỏe! Tình hình đất nước của em cũng tốt chứ?! Ta vừa biết em đã viết thư hỏi thăm ta... Ta biết rõ, em viết bức thư này để thể hiện tình ban giao giữa hai quốc gia, giữa anh trai của em, Chúa tể vĩ đại của vùng đất Ai Cập; cùng với Chúa tể vĩ đại của vùng đất Hatti. Ta hiểu, nên ta đã gửi cho em một món quà, là một chiếc vòng cổ bằng vàng nguyên chất, kèm theo 12 dải băng lụa, 88 đồng seken, các thớt vải màu, cùng một bộ phục trang tự tay làm gửi tặng Quốc chủ"’’

## Lăng mộ

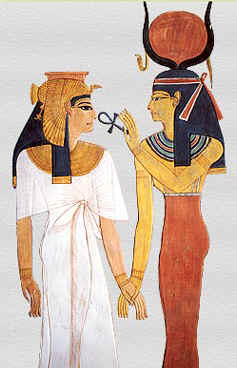
Nữ thần Hathor trao cho Nefertari biểu tượng Ankh.

Ngôi mộ của bà được trang trí lộng lẫy, QV66, là một trong những ngôi mộ lớn nhất và ngoạn mục nhất trong Thung lũng của các Vương hậu. Ramesses cũng xây dựng một ngôi đền cho bà tại Abu Simbel bên cạnh tượng đài khổng lồ của chính ông ở đó. Nefertari được tạc một bức tượng đỡ của ngôi đền vĩ đại ở đây, ngôi đền nhỏ cũng tạc hình bà với nữ thần Hathor. Công trình này khởi công từ rất sớm, đến khoảng năm thứ 25 triều đại Ramesses II mới hoàn thành.
Bà là người phụ nữ được Ramesses Đại đế sủng ái nhất, hơn hẳn tất cả những người vợ khác. Ngoài ra bà còn được coi như là một người được các vị thần phối ngẫu để là vợ của Ramesses Đại đế. Là người đại diện cho các vị thần ở nhân gian và là người truyền đạt lời nói của thần linh tới thế gian. Và bà là người phụ nữ là Vương hậu duy nhất được nhà vua Ramesses xây tượng đặt ngang với tượng của mình ở các đền thờ đó là điều không hề xảy ra đối với các vị vua trước đây. Điều đó chứng minh được rằng bà rất được chồng yêu thương và coi trọng.